# Bitwa w Zatoce Cesarzowej Augusty
Bitwa w Zatoce Cesarzowej Augusty, znana również jako bitwa w Zatoce Gazelle, operacja Cherry Bossom, a w japońskiej terminologii jako bitwa morska na brzegu zatoki Bougainville (jap. ブーゲンビル島沖海戦) – bitwa morska stoczona w nocy 1–2 listopada 1943 roku nieopodal Wyspy Bougainville'a. Bitwa była wynikiem desantu sił alianckich na pobliską wyspę Bougainville i może być interpretowana jako część kampanii na Salomonach i na Nowej Gwinei. Bitwa była także istotna jako część szerszej strategii aliantów – zwanej jako operacja Cartwheel – mającej na celu odizolowanie i otoczenie głównej japońskiej bazy w Rabaulu. Zamiarem było ustanowienie przyczółka na Bougainville, na którym miano wybudować lotnisko polowe. 

## Tło
1 listopada 1943 roku 3 Dywizja Marines wylądowała na przylądku Torokina w Zatoce Cesarzowej Augusty. Zatoka ta została wcześniej wyselekcjonowana, ponieważ mieściła się w zasięgu alianckich myśliwców, a przeważająca liczebnie japońska 17 Armia skoncentrowana była na innych, bardziej strategicznych punktach na północy i południu. Marines byli wspierani przez Task Force 39, w skład którego wchodziły cztery lekkie krążowniki i osiem niszczycieli, dowodzony przez kontradmirała Aarona S. Tip Merilla.

## Bitwa morska
Japończycy odpowiedzieli atakami lotniczymi z Rabaulu oraz wysłali stamtąd duże siły morskie pod dowództwem adm. Sentarō Ōmori. W skład tej grupy wchodziły ciężkie krążowniki „Myōkō” i „Haguro”, lekkie krążowniki „Agano” i „Sendai” oraz niszczyciele „Shigure”, „Samidare”, „Shiratsuyu”, „Naganami”, „Hatsukaze” i „Wakatsuki”.
Amerykański Task Force 39 złożony był z czterech lekkich krążowników (USS „Montpelier”, „Cleveland”, „Columbia” i „Denver”) oraz ośmiu niszczycieli (USS „Charles Ausburne”, „Dyson”, „Stanly”, „Claxton”, „Spence”, „Thatcher”, „Converse” i „Foote”) 
Amerykanie ewakuowali większość swojego sprzętu desantowego oraz transportów wojskowych i oczekiwali na wroga. O godz. 2:20 nad ranem 2 listopada 1943 roku dokonano kontaktu radarowego i adm. Merill wysłał niszczyciele do ataku torpedowego, po którym krążowniki miały otworzyć ogień z bezpiecznej odległość. Niszczyciele zostały zauważone przez Japończyków, którym udało się uniknąć torped, ale ten manewr rozproszył ich zwarty szyk. 
Około 2:50 amerykańskie krążowniki otworzyły ogień szybko wyłączając z walki krążownik „Sendai”. Niszczyciel „Samidare” dokonał ataku torpedowego, ale czyniąc to zderzył się z niszczycielem „Shiratsuyu”. „Myōkō” z kolei zderzył się z niszczycielem „Hatsukaze”, odcinając mu dziób. Japończycy nie posiadali radaru, co niosło ze sobą olbrzymie trudności w znalezieniu krążowników amerykańskich. Jednak o 3:13 nawiązano kontakt i otworzono ogień. 
Adm. Merill dokonał odwrotu pod zasłoną dymną, a adm. Ōmori sądząc, że zatopił ciężki krążownik doszedł do wniosku, że zrobił wystarczająco dużo i odpłynął na wschód. Uszkodzone „Sendai” i „Hatsukaze” odnaleziono później i zatopiono ogniem artyleryjskim. Po stronie amerykańskiej poważniejsze uszkodzenia odniósł tylko trafiony torpedą niszczyciel USS „Foote”. Po tym, jak japońskie okręty wróciły do Rabaul, przyłączyły się do nich cztery ciężkie krążowniki i kilka niszczycieli z Truk w celu ponownego zaatakowania sił alianckich na Bougainville. Jednakże 5 listopada dwa amerykańskie lotniskowce zaatakowały Rabaul poważnie uszkadzając cztery ciężkie krążowniki i zmuszając je do wycofania się z powrotem do Truk. Tym samym zakończyły one groźbę ataku ze strony japońskiej na siły alianckie na Bougainville.

### Książki
- David Brown: Warship Losses of World War Two. Naval Institute Press, 1990. ISBN 1-55750-914-X. Brak numerów stron w książce
- Andrieu D'Albas: Death of a Navy: Japanese Naval Action in World War II. Devin-Adair Pub, 1965. ISBN 0-8159-5302-X. Brak numerów stron w książce
- Paul S. Dull: A Battle History of the Imperial Japanese Navy, 1941-1945. Naval Institute Press, 1978. ISBN 0-87021-097-1. Brak numerów stron w książce
- Cary Hardison Hall: The war cruises of the USS Columbia, 1942 to 1945: Personal recollections, with some augmentations by shipmates. War Memories Pub. Co., 1987. Brak numerów stron w książce
- Tameichi Hara: Japanese Destroyer Captain. New York & Toronto: Ballantine Books, 1961. ISBN 0-345-27894-1. Brak numerów stron w książce
- C. W. Kilpatrick: Naval Night Battles of the Solomons. Exposition Press, 1987. ISBN 0-682-40333-4. Brak numerów stron w książce
- Eric Lacroix, Linton Wells: Japanese Cruisers of the Pacific War. Naval Institute Press, 1997. ISBN 0-87021-311-3. Brak numerów stron w książce
- Ken Jones: Destroyer Squadron 23: Combat Exploits of Arleigh Burke's Gallant Force. Naval Institute Press, 1997. ISBN 1-55750-412-1. Brak numerów stron w książce
- Bougainville Campaign. W: William L. McGee: The Solomons Campaigns, 1942-1943: From Guadalcanal to Bougainville--Pacific War Turning Point, Volume 2 (Amphibious Operations in the South Pacific in WWII). BMC Publications, 2002. ISBN 0-9701678-7-3. Brak numerów stron w książce
- Samuel Eliot Morison: Breaking the Bismarcks Barrier, vol. 6 of History of United States Naval Operations in World War II. Castle Books, 1958. ISBN 0-7858-1307-1. Brak numerów stron w książce
- E. B. Potter: Admiral Arleigh Burke. Naval Institute Press, 2005. ISBN 1-59114-692-5. Brak numerów stron w książce
- Theodore Roscoe: United States Destroyer Operations in World War Two. Naval Institute Press, 1953. ISBN 0-87021-726-7. Brak numerów stron w książce

### Dziennik
- Thomas C. Hone. The Similarity of Past and Present Standoff Threats. „Proceedings of the U.S. Naval Institute”. Wolumin 107, nr 9, wrzesień 1981, s. 113–116, 1981. Annapolis, Maryland. ISSN 0041-798X.